# Mayazomus hoffmannae
Mayazomus hoffmannae är en spindeldjursart som först beskrevs av Paul Reddell och James Cokendolpher 1986.  Mayazomus hoffmannae ingår i släktet Mayazomus och familjen Hubbardiidae. Inga underarter finns listade i Catalogue of Life.